# Hiroyuki Omata
Hiroyuki Omata (尾亦 弘友希 Omata Hiroyuki?, nacido el 1 de septiembre de 1983 en Tokio) es un exfutbolista japonés. Jugaba de defensa y su último club fue el Avispa Fukuoka de Japón.

## Trayectoria

### Clubes
| Club            | País  | Año         |
| --------------- | ----- | ----------- |
| FC Tokyo        | Japón | 2002 - 2005 |
| Omiya Ardija    | Japón | 2004        |
| Shonan Bellmare | Japón | 2006 - 2007 |
| Cerezo Osaka    | Japón | 2008 - 2011 |
| Avispa Fukuoka  | Japón | 2012 - 2013 |

## Estadística de carrera

### J. League
| Club            | Año   | J. League | J. League | Copa J. League | Copa J. League | Total | Total |
| Club            | Año   | Part.     | Goles     | Part.          | Goles          | Part. | Goles |
| --------------- | ----- | --------- | --------- | -------------- | -------------- | ----- | ----- |
| FC Tokyo        | 2002  | 1         | 0         | 0              | 0              | 1     | 0     |
| FC Tokyo        | 2003  | 0         | 0         | 0              | 0              | 0     | 0     |
| Omiya Ardija    | 2004  | 0         | 0         | -              | -              | 0     | 0     |
| FC Tokyo        | 2005  | 0         | 0         | 0              | 0              | 0     | 0     |
| Shonan Bellmare | 2006  | 47        | 0         | -              | -              | 47    | 0     |
| Shonan Bellmare | 2007  | 31        | 0         | -              | -              | 31    | 0     |
| Cerezo Osaka    | 2008  | 17        | 0         | -              | -              | 17    | 0     |
| Cerezo Osaka    | 2009  | 2         | 0         | -              | -              | 2     | 0     |
| Cerezo Osaka    | 2010  | 11        | 0         | 2              | 0              | 13    | 0     |
| Cerezo Osaka    | 2011  | 4         | 0         | 0              | 0              | 4     | 0     |
| Avispa Fukuoka  | 2012  | 19        | 0         | -              | -              | 19    | 0     |
| Avispa Fukuoka  | 2013  | 19        | 0         | -              | -              | 19    | 0     |
| Total           | Total | 151       | 0         | 2              | 0              | 153   | 0     |